# Kai-Uwe Bielefeld

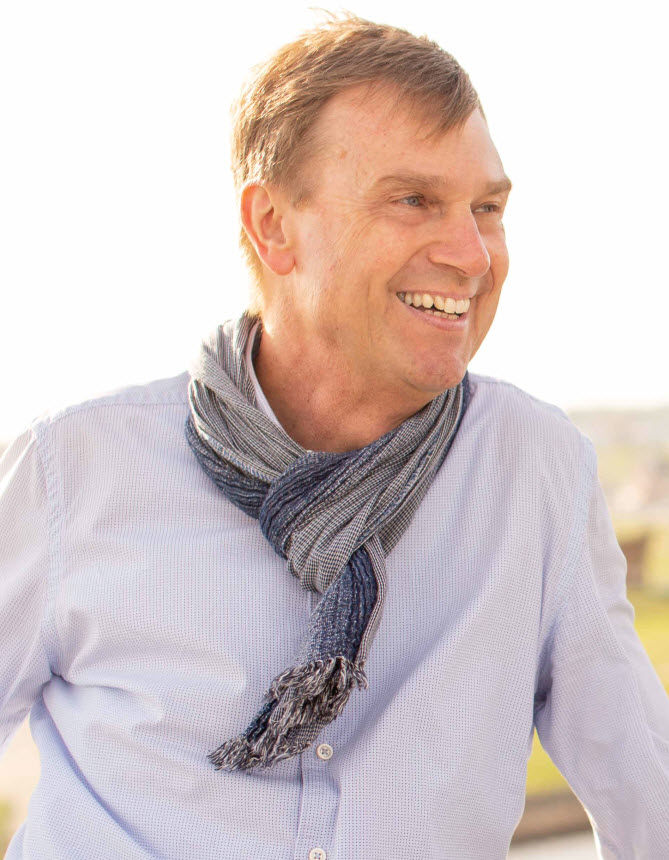
Kai-Uwe Bielefeld (2018)

Kai-Uwe Bielefeld (* 22. Oktober 1954 in Lüneburg) ist ein deutscher Verwaltungsbeamter und Politiker (parteilos). Er war von 2004 bis 2022 Landrat des niedersächsischen Landkreises Cuxhaven.

## Leben
Bielefeld machte Abitur in Lüneburg und absolvierte bis 1975 seinen Zivildienst. Er studierte an der Universität Mainz Publizistik- und Rechtswissenschaft. Das erste juristische Staatsexamen absolvierte er 1981, wonach er in Lüneburg, Stade und Winsen als Referendar arbeitete und 1983 sein zweites Staatsexamen ablegte.
Von 1983 bis 1992 war er bei der Bezirksregierung Lüneburg beschäftigt. Im Landkreis Cuxhaven war er 1992 zunächst unter Landrat Martin Döscher der Erste Kreisrat und ab 1. Februar 2004 dessen hauptamtlicher Nachfolger. Seine Wiederwahl erfolgte am 11. September 2011 mit 79,5 % und am 26. Mai 2019 mit 63,5 % der Stimmen.
Bielefeld kündigte im April 2022 an, seine Amtszeit am 31. Dezember 2022 zu beenden.
Er ist verheiratet und hat drei Kinder.